# Madame besøker Oslo
Madame besøker Oslo (lett.: “Madame visita Oslo”) è un film norvegese del 1927 diretto da Harry Ivarson, con Einar Vaage.

## Trama[3]
Il ricco banchiere Wagelsten, dopo anni di permanenza all’estero, torna in Norvegia per prendere possesso delle sue vaste tenute nel fiordo di Oslo, e racconta i particolari a madame Vera e al suo accompagnatore, il barone Felix de Video, conosciuti nel viaggio in treno da Berlino a Copenhagen. Wagelsten è colto da malore, sul treno, e muore. La coppia ne approfitta per scambiare i documenti di Wagelstein con quelli del barone, col quale c’era una grande somiglianza, di modo che sui quotidiani del giorno dopo viene annunciata la morte del barone de Video. De Video, che da allora muta la sua identità in Wagelsten, e madame Vera ne approfittano per prendere possesso dei possedimenti norvegesi di Wagelsten, e del suo favoloso yacht, il Mayfair.
La tenuta era abitata dal giovane Helge Wagelstein, che tuttavia, come apprende con sconforto, non ne era il vero proprietario, il tutto appartenendo a suo zio, appunto l’ora defunto banchiere Wagelstein, che egli non aveva mai conosciuto. Così, madame Vera ed il barone de Video riescono ad impossessarsi della tenuta, pur suscitando sospetti, ad esempio presso la servitù di antica data, che viene prontamente licenziata in blocco, nonché presso lo spodestato nipote.
Alla tenuta, presso i nuovi proprietari, si presenta, insieme alla figlia Edith, il ricco industriale Heegaard, che intende acquistare lo yacht Mayfair. Concluso l’affare, i quattro decidono di passare qualche giorno assieme, in compagnia di altri signorotti locali, in parte nei possedimenti di “Wagelstein”, in parte sul Mayfair, ed in parte nella non lontana Villa Miramare, residenza degli Heegaard padre e figlia.
Helge, ora sotto falso nome, costretto a cercare lavoro, si imbatte in un capitano che gli offre un posto di marinaio. Apprenderà più tardi che si tratta proprio del nuovo capitano del Mayfair.
La giovane Edith, in quanto futura ricca ereditiera, su suggerimento della stessa madame Vera, è fatta oggetto delle mire del barone de Video (e di altri). Ma si innamora, ricambiata, del “giovane marinaio” della Mayfair, ovvero di Helge, il quale rivela, a lei come al capitano,  la propria vera identità ed i propri sospetti sul falso zio “Wagelstein”. Ma madame Vera, origliando, viene a conoscenza della confessione di Helge, ora legittimo erede.
Decide quindi, di conserva col barone de Video, di far rapire Helge, temporaneamente, da una banda di malviventi, dietro esborso di molto denaro, di modo che il barone avesse modo di disonorare Edith, liberandosi così dal pericolo rappresentato da Helge.
Il rapimento avviene durante una festa presso la Villa Miramare. Nello stesso tempo il barone de Video attira Edith, col pretesto di salvare il suo innamorato, alla tenuta dei Wagelsten, facendole credere che verrà portato lì dai malviventi, ma con l’intenzione, una volta giuntivi, di approfittare di lei. Ma Vera apprende che la polizia è sulle tracce della banda. Si affretta allora, sentendosi braccata, ad avvertire il barone per prepararsi alla fuga.
Tutti allora convergono concitatamente, con intenti diversi, presso i possedimenti di Wagelsten, compreso Helge, che liberatosi dalla banda di malviventi, accorre a salvare l’onore di Edith, e compresi il capitano, e la polizia.
Madame Vera ed il barone de Video riescono a porsi sulla via di fuga, ma l’auto da loro condotta precipita in una scarpata…